# Flashdance … What a Feeling
Flashdance … What a Feeling ist ein Lied von Irene Cara aus dem Jahr 1983, das von ihr, Keith Forsey und Giorgio Moroder geschrieben wurde. Es ist Bestandteil des Soundtracks zum Film Flashdance.

## Geschichte
Meistens wird das Lied schlicht What a Feeling genannt.
Die Veröffentlichung fand im März 1983 statt. In den Vereinigten Staaten, Kanada, Australien, Neuseeland, der Schweiz, Frankreich, Schweden und Norwegen wurde der Popsong ein Nummer-eins-Hit. 1984 gewann das Lied einen Oscar in der Kategorie „Bester Song“ und einen Golden Globe Award in der Kategorie „Bester Filmsong“, sowie einen Grammy in der Kategorie „Beste weibliche Gesangsdarbietung – Pop“ (Best Pop Vocal Performance, Female).
Das Musikvideo besteht aus Filmszenen von Flashdance.
Bei dem Song What a Feeling von DJ BoBo in Zusammenarbeit mit Irene Cara, welcher 2001 erschien, wurde der Gesangspart von Irene Cara, aus dem Originalsong von ihr neu eingesungen, als Refrain verwendet.

## Kommerzieller Erfolg

### Chartplatzierungen
| ChartsChartplatzierungen       | Höchstplatzierung | Wochen/ Monate |
| ------------------------------ | ----------------- | -------------- |
| Deutschland (GfK)              | 3 (31 Wo.)        | 31 Wo.         |
| Österreich (Ö3)                | 4 (6 Mt.)         | 6 Mt.          |
| Schweiz (IFPI)                 | 1 (26 Wo.)        | 26 Wo.         |
| Vereinigte Staaten (Billboard) | 1 (25 Wo.)        | 25 Wo.         |
| Vereinigtes Königreich (OCC)   | 2 (14 Wo.)        | 14 Wo.         |

| ChartsJahrescharts (1983)      | Platzierung |
| ------------------------------ | ----------- |
| Deutschland (GfK)              | 7           |
| Österreich (Ö3)                | 2           |
| Schweiz (IFPI)                 | 1           |
| Vereinigte Staaten (Billboard) | 3           |
| Vereinigtes Königreich (OCC)   | 27          |

### Auszeichnungen für Musikverkäufe
| Land/Region                  | Auszeichnungen für Musikverkäufe (Land/Region, Auszeichnung, Verkäufe) | Verkäufe  |
| ---------------------------- | ---------------------------------------------------------------------- | --------- |
| Dänemark (IFPI)              | Platin                                                                 | 90.000    |
| Deutschland (BVMI)           | Gold                                                                   | 250.000   |
| Frankreich (SNEP)            | Platin                                                                 | 1.000.000 |
| Italien (FIMI)               | Platin                                                                 | 100.000   |
| Kanada (MC)                  | 2× Platin                                                              | 200.000   |
| Neuseeland (RMNZ)            | Platin                                                                 | 30.000    |
| Spanien (Promusicae)         | Platin                                                                 | 60.000    |
| Vereinigte Staaten (RIAA)    | Gold                                                                   | 1.000.000 |
| Vereinigtes Königreich (BPI) | Gold                                                                   | 400.000   |
| Insgesamt                    | 3× Gold · 7× Platin ·                                                  | 3.130.000 |

## Coverversionen
- 1983: Sylvie Vartan (Danse ta vie)
- 1983: Ramona Wulf (Tanz im Feuer)
- 1984: Nilüfer Yumlu (Varsa söyle)
- 1985: Angelika Milster (Tanz im Feuer)
- 1985: Helena Vondráčková
- 1990: The Shadows
- 1993: Björn Again
- 2001: DJ BoBo feat. Irene Cara
- 2002: Priscilla Betti
- 2005: Global Deejays (What a Feeling (Flashdance))
- 2008: Nouvelle Vague (Band)
- 2008: Yael Naim
- 2010: Jason Derulo (The Sky’s the Limit)
- 2011: Sarah Engels
- 2016: Caroline Costa